# Romantruhe
Die Romantruhe ist sowohl ein Verlag als auch ein Versandhandel für Heftromane und Bücher mit Sitz in Kerpen-Türnich. Das Unternehmen wurde von Joachim Otto gegründet. Neben eigenen Buchreihen werden hier auch die Werke anderer Verlage aus diesem Sektor vertrieben. Für die Lübbe AG übernimmt Romantruhe den Abo-Service sowie den Nachbestell-Service. Seit Ende 2008 erscheinen einige der von Romantruhe publizierten Heftserien auch als Hörspiele unter eigenem Label. Hier konnte Romantruhe namhafte Sprecher unter Vertrag nehmen, wie etwa Marion von Stengel. Des Weiteren werden in Lizenz über das Label FRITZI-RECORDS ausgesuchte Hörbücher oder Hörspiele vertrieben.

## Serien im Verlag Romantruhe

### Nachdrucke und Neuerscheinungen
- Geister-Schocker (Autoren unter anderem Walter Appel (Pseudonym Earl Warren), Gunter Arentzen, Gordon Scott, H.G. Francis[1])
- Geister-Schocker Sonderbände (Autoren Friedrich Tenkrat (Pseudonym A. F. Morland) und Gunter Arentzen)
- Geister-Schocker Hörspiele – teilweise auf Grundlage bereits erschienener Heftromane
- Dr. Morton (Neuauflage und Erstveröffentlichungen)
- Romantruhe-SF
- Romantruhe-Western
- Romantruhe-Abenteuer

### Neuerscheinungen

#### Romanheftserien

##### Abenteuer
- Die Schatzjägerin von Gunter Arentzen[2]
- Die Corsarin von Erec von Astolat[3]

##### Science-Fiction
- Lex Galactica von Martin Kay & Margret Schwekendiek[4]
- Sternenglanz von Arthur E. Black[5]
- Sternentiger von Horst Hoffmann[6]
- Weltenbrand von Arthur E. Black[7]

##### Grusel & Horror
- Alan Demore - Die Ritter des Lichts von Frank Braun (unter dem Pseudonym Benjamin Cook)[8][9]
- Christoph Schwarz – Detektiv des Übersinnlichen von Gunter Arentzen (Auch als Hörspielreihe)[10]
- Dunkelwelt der Anderen von Emily Blake[11]
- Tony Ballard – Die neuen Abenteuer des Dämonenhassers von A. F. Morland
- Vampir-Gothic von Martin Kay & M. S. Armstrong (Auch als Hörspielreihe)

#### Einzelromane
- Genevier (Autor Frank Bruns)
- Cornelias Entscheidung (Autor: Amanda McGrey)
- CPT London von Eric von Astolat
- Geisterspiegel Anthologie (Hrsg. Anke Brandt)
- Ich schick dir einen Schmetterling (Autor Michael Röhrdanz)
- Die Früchte der Sehnsucht (Autor Emily Find)
- Einer, der es wagt (Autor Oliver Brünner)
- Die Sache mit dem Geld (Autor Oliver Brünner)
- Babelsberg-Kalender 2019 (Autor Klaus Fritze)
- Meine Jahre auf der Sternwarte Babelsberg (Autor Klaus Fritze)
- Mein Schwimmerleben (Autor Klaus Fritze)
- Herrscherinnen der Sonne (Autor Eric von Astolat)

### Nachdrucke
- Geisterdetektiv Rick Masters von Richard Wunderer

- Professor Zamorra – Liebhaber-Edition (verschiedene Autoren)
- Tony Ballard (Autor A. F. Morland)
- Maddrax Taschenbücher